# Shibi (Ninghua)
Shibi (chinesisch 石壁镇) ist eine Großgemeinde des Kreises Ninghua der bezirksfreien Stadt Sanming der chinesischen Provinz Fujian. Es liegt nahe der Grenze zur Nachbarprovinz Jiangxi und gilt als die Heimat des Hakka-Volkes, das sich allerdings erst auf seiner Wanderung von Nordchina nach Südchina hier niederließ. 
Koordinaten: 26° 15′ N, 116° 31′ O